# Morellia hortorum
Morellia hortorum är en tvåvingeart som först beskrevs av Fallen 1817.  Morellia hortorum ingår i släktet Morellia och familjen husflugor. Arten är reproducerande i Sverige. Inga underarter finns listade i Catalogue of Life.